# Lisa Kreuzer
Lisa Kreuzer, född 2 december 1945 i Hof, Bayern, är en tysk skådespelare.

## Roller i urval
- 1974 – Med Alice på halsen
- 1975 – Falsk rörelse
- 1976 – Med tidens gång
- 1977 – Den amerikanske vännen
- 1977, 1981, 1985 – Derrick (TV-serie)
- 1979 – Radio On
- 1981 – Birgit Haas måste dö!
- 1983 – Flykten till Berlin
- 1991 – Malina
- 2013 – The Fifth Estate
- 2014 – The Grand Budapest Hotel
- 2017–2020 – Dark (TV-serie)